# スルファメトキサゾール
スルファメトキサゾール（Sulfamethoxazole、略号：SMX または SMZ）とは、スルホンアミド系の静菌的抗生物質のひとつ。これはしばしばトリメトプリムとの組み合わせで相乗効果（シナジー）を示す。
スルファメトキサゾール単剤では耐性獲得のために無効となりやすいため、日本ではトリメトプリムとの合剤としてしか販売されていない（2010年現在）。これを日本ではST合剤と略すことが多い。ST合剤での商品名はバクタ（塩野義製薬）やバクトラミン（中外製薬）など。
MRSAを含むブドウ球菌・大腸菌・インフルエンザ菌・嫌気性菌に感受性を持つことが多い。また尿路感染症でしばしば処方される。副鼻腔炎においてペニシリン系薬剤の代替薬として用いられることもある。トキソプラズマ症・ニューモシスチス感染症でも用いられる。

## 薬理
スルホンアミド系薬剤はパラアミノ安息香酸（para-aminobenzoic acid; PABA）と構造が類似しており、競争的阻害薬として作用する。これらは細菌がPABAを用いて葉酸を正常に合成することを阻害する。葉酸はDNA合成に重要な代謝物である。この効果は一般的に静菌的に現れる。葉酸は人体では合成されず、経口的に摂取される。このため効果は人体には影響せず、細菌（もしくは葉酸合成を行う生物）にのみ影響する。細菌のスルファメトキサゾールへの耐性獲得は葉酸合成酵素が変異し、PABA結合性変化などを起こすことによる。

## 副作用
最もST合剤で多い副作用・有害事象は胃腸障害である。発疹・発赤・呼吸困難・嚥下障害などがみられることもある。
ST合剤はまたワルファリンの血中濃度を増加させることもあるため、出血傾向をきたす事もある。また骨髄抑制を起こし、白血球減少や貧血、血小板減少症などを起こす事も稀にある。
重大な副作用として知られているものには、
- 再生不良性貧血、巨赤芽球性貧血、メトヘモグロビン血症、血小板減少症、無顆粒球症(0.16%)、溶血性貧血(0.16%)、汎血球減少(2.45%)、
- 血栓性血小板減少性紫斑病(TTP)、溶血性尿毒症症候群(HUS)、
- アナフィラキシー、ショック(0.16%)、
- 皮膚粘膜眼症候群（スティーブンス・ジョンソン症候群）、中毒性表皮壊死融解症（Toxic Epidermal Necrolysis：TEN）、薬剤性過敏症症候群、
- 急性膵炎、偽膜性大腸炎等の血便を伴う重篤な大腸炎、
- 重度の肝障害、急性腎不全(1.31%)、間質性腎炎、間質性肺炎、PIE症候群、
- 無菌性髄膜炎、末梢神経炎、
- 低血糖発作、高カリウム血症(4.57%)、低ナトリウム血症(4.57%)、
- 横紋筋融解症

がある。（頻度未記載は頻度不明）